# Estera (film)
Estera (ang. Esther, wł. Ester) – film religijny w koprodukcji niemiecko-amerykańsko-włoskiej na podstawie biblijnej Księgi Estery, opowiadający o losach starotestamentalnej bohaterki żydowskiej Estery, żyjącej w Suzie w Persji. Film wyreżyserował w 1999 Raffaele Mertes. Muzykę do obrazu skomponowali Ennio Morricone i Carlo Siliotto.
Włoska telewizja Raiuno wyemitowała film pierwszy raz 29 marca 1999. Obejrzało go 6 659 000 widzów, co stanowiło 23,47% widowni.

## Fabuła
Pomimo edyktu króla Cyrusa z 538 r. p.n.e. wielu Izraelitów zdecydowało się na osiedlenie w Persji. Dzięki swej modlitwie Esterze udaje się uratować cały naród przed planowaną na dworze królewskim masakrą.

## Obsada
- Louise Lombard jako Estera
- F. Murray Abraham jako Mardocheusz
- Jürgen Prochnow jako Haman
- Thomas Kretschmann jako Achaszwerosz
- Ornella Muti jako Waszti
- Umberto Orsini jako Memukan
- Frank Baker jako Ezdrasz
- John Hollis jako Harbona
- Phil Davies jako Hegai
- Natasha Williams jako Maimuna
- Peter Halliday jako Karszena
- Renato Scarpa jako eunuch